# Drzewo pragnień
Drzewo pragnień (gruz. ნატვრის ხე, natwris che, ros. Древо желания) – gruziński film z 1976 roku produkcji ZSRR w reżyserii Tengiza Abuładze.

## Opis
"Drzewo pragnień" jest drugą częścią trylogii gruzińskiego reżysera Tengiza Abuładze. Pierwsza część trylogii stanowiło Błaganie (1967), natomiast część trzecia nosi tytuł Pokuta (1983). Scenariusz filmu napisał Tengiz Abuładze we współpracy z Rewazem Inaniszwilim.
Film powstał na podstawie 22 autobiograficznych nowel autorstwa gruzińskiego poety Georgiego Leonidze. Akcja filmu rozgrywa się na początku XX wieku w bezimiennej gruzińskiej wiosce. Oglądamy sceny z życia mieszkańców wioski. Wątkiem głównym, przewijającym się przez wszystkie epizody, jest tragiczna opowieść o pięknej Maricie i jej nieszczęśliwej miłości. 

## Obsada
- Lika Kawżaradze jako Marita
- Soso Jaszwliani jako Gedya
- Zaza Koleliszwili jako Shete
- Kote Dauszwili jako Tsitsikore
- Sopiko Cziaureli jako Fufała
- Kaki Kawsadze jako Jorami
- Erosi Manjgaladze jako Mumbula
- Otar Megwinetukutsesi jako Ertaozi
- Ramaz Czkikwadze
- Gogi Gegeczkori

## Nagrody
- 1979: Nagroda David di Donatello dla najlepszego filmu zagranicznego